# Lars Porsenna
Lars Porsenna (VI secolo a.C. – Chiusi, V secolo a.C.) è stato un re etrusco della città di Chiusi, passato alla storia per il suo intervento militare contro Roma, secondo la tradizione, in supporto del re Tarquinio il Superbo che era stato estromesso dal potere dalla proclamazione della repubblica..
Non esistono date certe per il suo regno ma la tradizione romana lo pone intorno alla fine del VI secolo a.C.. Alcune fonti (quali Plinio il Vecchio, Dionigi di Alicarnasso e Floro) lo definiscono "re d'Etruria", forse in riferimento a un suo possibile ruolo di capo militare della dodecapoli etrusca.
Per quanto riguarda il nome Porsenna, questo è spesso interpretato dai ricercatori come un epiteto e associato alla parola etrusca purt-; in alcune città etrusche è documentata la carica di zila(r)th purthne, che può forse essere tradotta come dittatore o edile. Lars Porsenna potrebbe quindi essere anche una corruzione di questo titolo.

## Biografia

### Guerre contro Roma
In quel periodo Roma si trovava in una fase di transizione verso la repubblica: Tarquinio il Superbo era stato cacciato dalla popolazione a causa dei continui abusi di potere, violenze e cattiva amministrazione. Esiliato, chiese appoggio a Porsenna che non esitò a muovere guerra contro Roma.
Secondo la leggenda romana, assediò Roma, ma, pieno di ammirazione per gli atti di valore di Orazio Coclite, di Muzio Scevola e di Clelia, desistette dal conquistarla, ritornando a Chiusi. La leggenda è stata probabilmente creata ad arte dagli storici romani dell'età imperiale, Tito Livio e Tacito, per nascondere la disfatta romana contro gli etruschi di Porsenna; infatti secondo la versione suffragata dalla maggioranza degli storici moderni, egli invece occupò Roma e la dominò a lungo. In base alle ricostruzioni di molti storiografi, il lucumone etrusco, pur non infierendo, costrinse la città a scendere a patti e non riconsegnò il trono a Tarquinio. Da Plutarco veniamo a sapere che a Porsenna fu eretta una statua di rame in prossimità del senato e che la città dovette pagare decime per molti anni. Secondo Plinio il Vecchio
(Plinio il Vecchio, Naturalis Historia, XXXIV, 39.)
Gli accordi di pace furono in ogni modo molto favorevoli alla città, che poté mantenere il suo ordinamento repubblicano, ottenere la liberazione degli ostaggi e del Gianicolo in precedenza occupato dalle truppe etrusche.

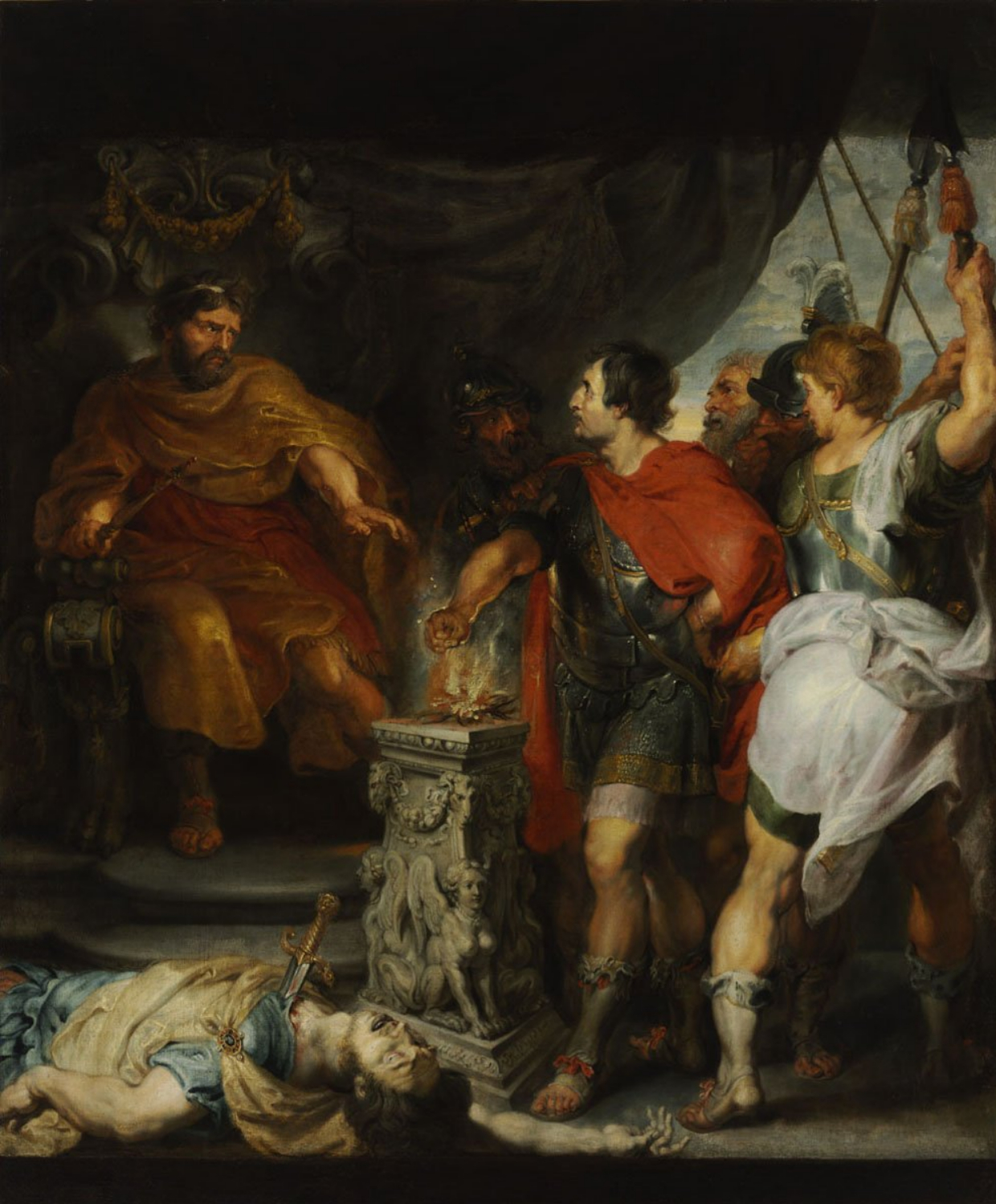
Muzio Scevola davanti a Lars Porsenna (1620 ca.) di Rubens e van Dyck.

Nonostante la tradizione ci presenti Porsenna come re di Chiusi, ci sono, però, elementi che portano a ritenere che quest'ultimo probabilmente agì anche per conto di altre città etrusche alleate o sottomesse: ciò del resto renderebbe più facilmente conto del perché Tarquinio il Superbo, dopo il vano tentativo di riconquista del trono della città capitolina con l'aiuto di Veio e Tarquinia, si sia rivolto a Porsenna e quest'ultimo sia invece riuscito a sconfiggere e a dominare Roma per lungo tempo.
Le parole di Livio “Mai prima il Senato aveva provato un panico simile, tante erano allora la potenza di Chiusi e la fama di Porsenna”, in effetti, farebbero pensare ad un esercito particolarmente numeroso e ben armato del quale dovevano far parte, oltre alle truppe di Chiusi, anche soldati provenienti da altre città etrusche. Livio, inoltre, ci riferisce che Porsenna, con il trattato di pace, ottenne dai romani che fosse restituito il territorio che era stato preso ai Veienti.
Plinio il Vecchio, nel descriverci il leggendario mausoleo del sovrano chiama Porsenna non re di Chiusi ma “Re d'Etruria” e, infine, nel riportare una storia etrusca secondo la quale un fulmine fu evocato da Porsenna per distruggere il mostro Olta che minacciava la città di Volsinii, indica Porsenna come re di Volsinii.
Anche l'epigrafia sembrerebbe suggerire un rapporto tra Porsenna e Volsinii. È stato infatti evidenziato da Giovanni Colonna che il nomen del re, ricostruibile come Pursenas o Purzenas, è un nome finora non attestato e che solo a Volsinii riscontriamo in età arcaica il nome proprio di persona Purze dal quale esso è stato derivato, con l'intervento del suffisso aggettivale –na, normale formatore di patronimici.
Tuttavia, Dionigi di Alicarnasso e Floro indicano Porsenna (Lucumone della città di Chiusi) come re di tutta l'Etruria; non è quindi da escludersi che in tale veste Plinio il Vecchio lo abbia definito "re di Volsinii" (alleata o sottomessa a Chiusi) essendo quest'ultima una delle città dell'Etruria, di cui Porsenna era re, posta a breve distanza dalla potente Chiusi che in quel periodo fece tremare Roma, probabilmente conquistandola, come riferisce Tito Livio: Non unquam alias ante tantus terror senatum invasit, adeo valida res tum Clusina erat magnumque Porsennae nomen. Floro e Plutarco aggiungono che ciò avvenne con un grande esercito.

### Espansione nel Sud Italia
Dopo aver sconfitto i Romani, per non lasciare i suoi uomini senza bottino, Porsenna decise di espandere i domini etruschi nel Sud Italia, inimicandosi le città di Aricia e Cuma. La prima rappresentò un ostacolo per l'espansione del lucumone nel Sud Italia, in quanto ben difesa ed estremamente potente. Porsenna, dunque, inviò il figlio Arunte alla testa dell'esercito di Chiusi per conquistare la città campana. Tuttavia, durante la Battaglia di Aricia, Arunte perse la vita e Porsenna fece ritirare dalla Campania le truppe etrusche in rotta.

### Morte

Schema della battaglia tra Romani ed Etruschi, durante l'assedio di Porsenna a Roma.

Chiusi, che negli anni ha preso nomi come Clusium Vetus, Clusini Veteres, Clusium Novum, Clusini Novi, visti i ritrovamenti effettuati, è in effetti oltre che una città, una necropoli di grande interesse, in cui le tombe più ricche e importanti sono state ritrovate in un'area circolare molto ristretta, al contrario di altre, la cui opulenza diminuisce con l'aumentare della distanza che le separa da un ipotetico ipocentro dove, secondo alcuni studiosi, si troverebbe la tomba di Lars Porsenna.

### La tomba di Porsenna
Tra tradizione e leggenda si narrano storie del Re. Plinio in Naturalis Historia XXXVI, narra, riportando le parole di Marco Terenzio Varrone:
Le tradizioni toscane parlano del potente lucumone che, sentendo la morte arrivare, aveva fatto costruire un cocchio trainato da 12 cavalli tutto d'oro, così come una chioccia con cinquemila pulcini, anch'essi d'oro.
Le interpretazioni sono tante, anche se alcune hanno più credito di altre. I pulcini e la chioccia rappresentano la sua armata e le famiglie nobiliari che acquisivano il diritto di essere sepolti vicino al loro Re.